# Cataglyphis nodus
Cataglyphis nodus är en myrart som först beskrevs av Gaspard Auguste Brullé 1832.  Cataglyphis nodus ingår i släktet Cataglyphis och familjen myror. Inga underarter finns listade.

## Bildgalleri

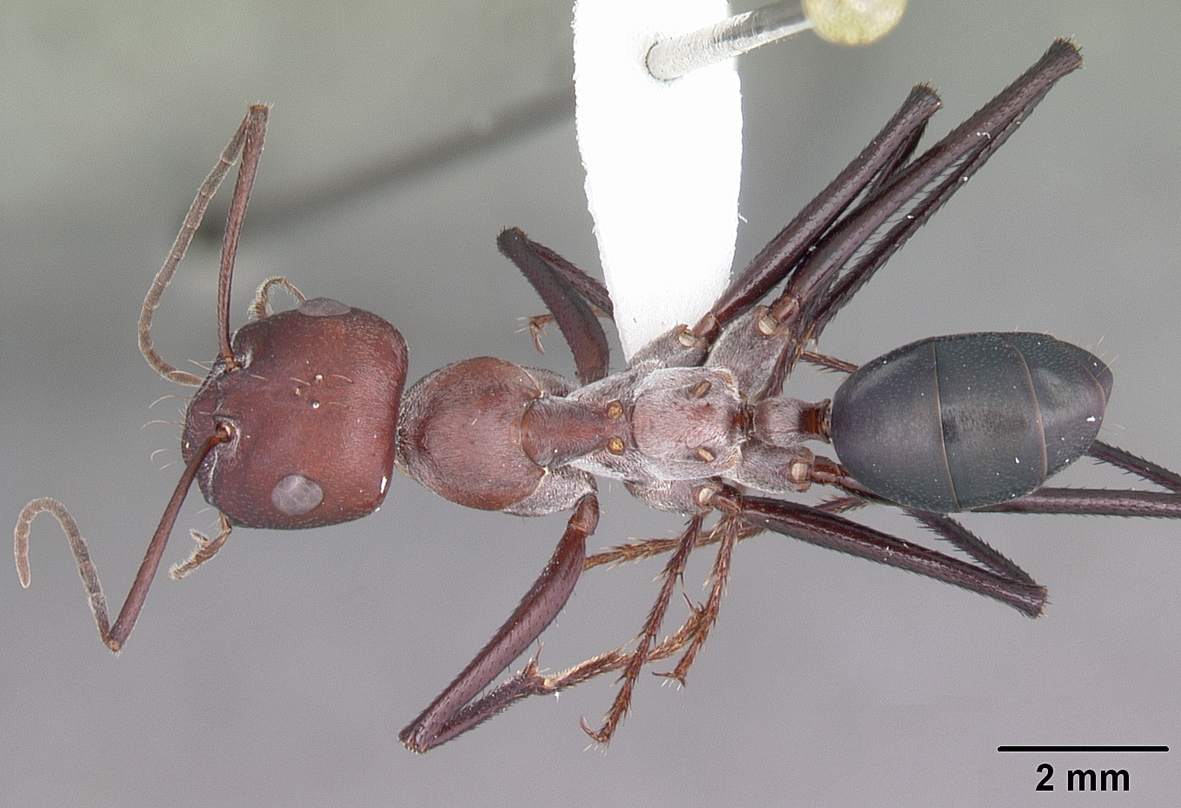
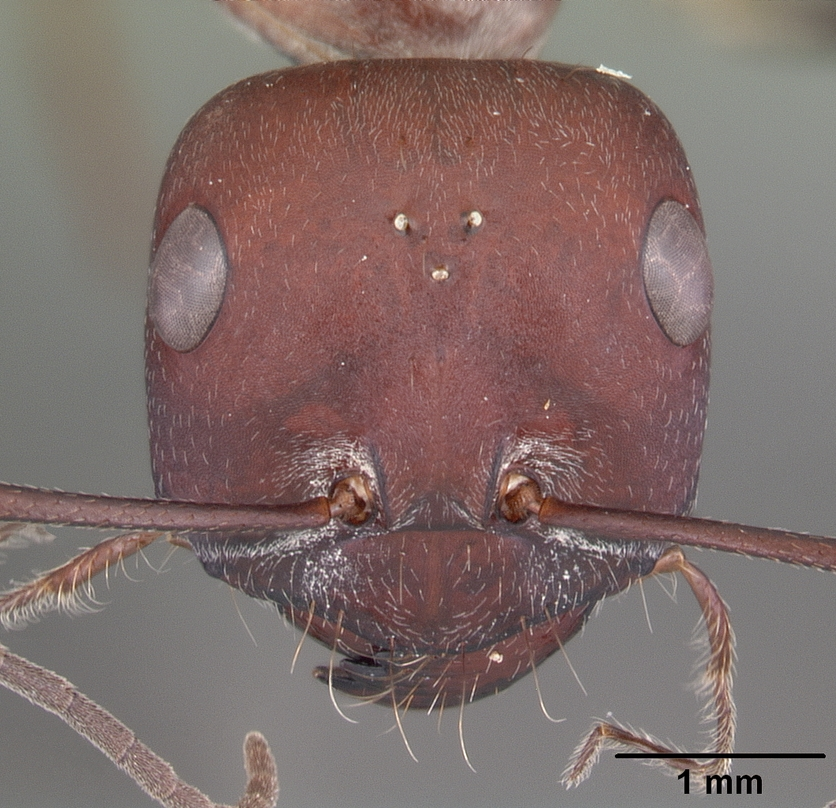
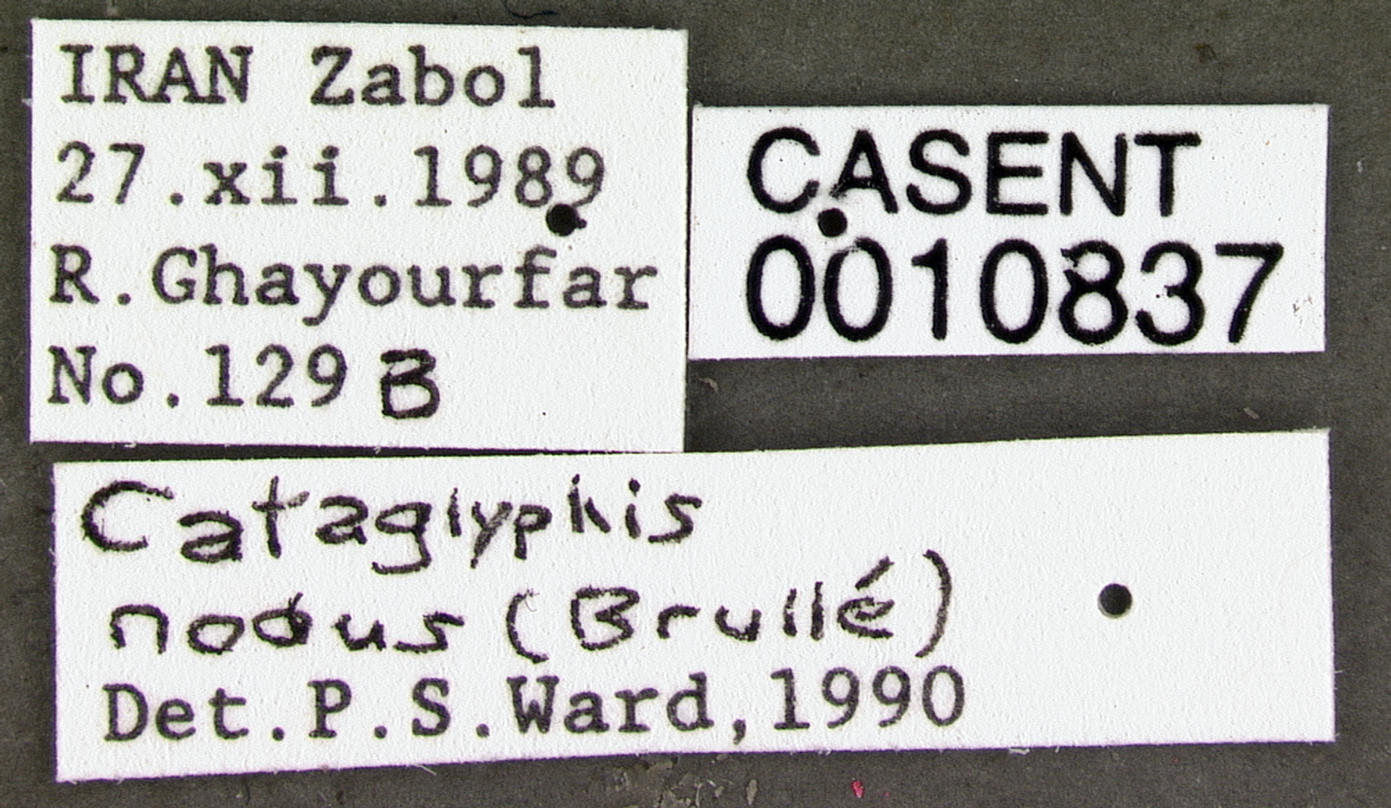
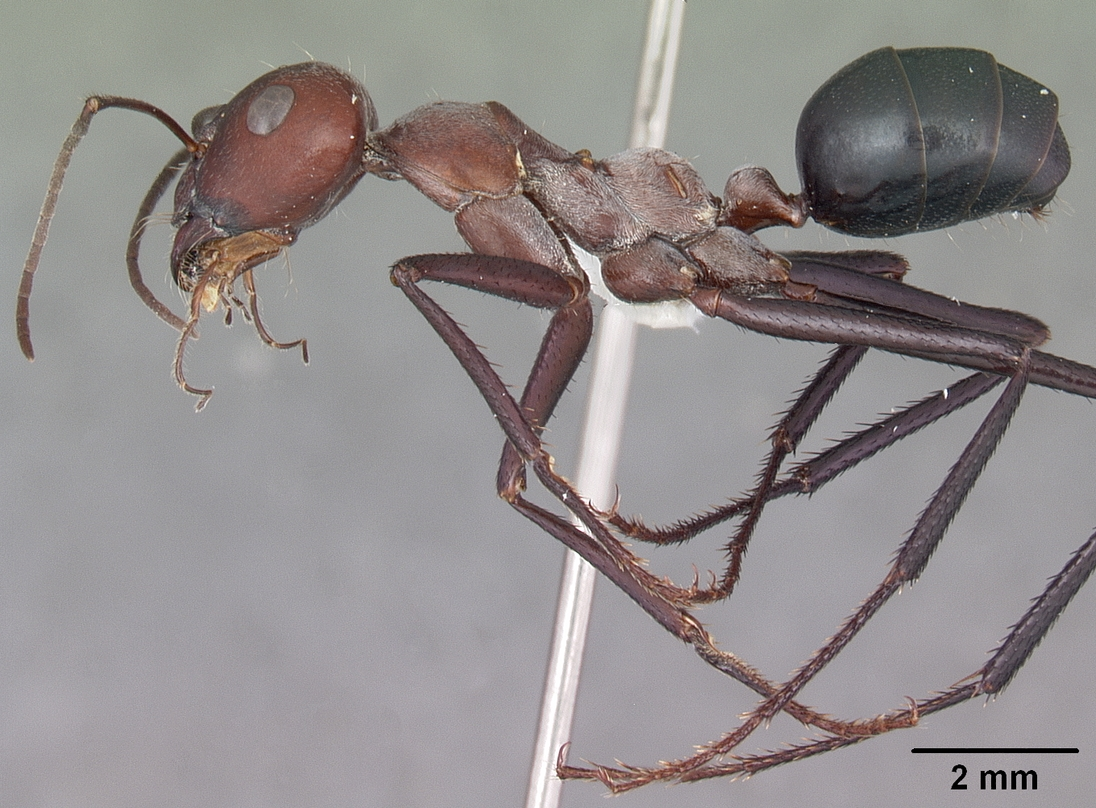